# Strömsby
Strömsby är den åländska kommunen Vårdös administrativa centrum. Strömsby är egentligen ingen "riktig by", området ligger vid Storströmmen ett vattendrag mellan Träsket och Lövösundet. Det fick sätta namn på området som idag är Vårdös centrum. Där kommun, skola, dagis, ålderdomshem och hyresbostäder finns. Den består av delar av byarna Vargata, Lövö och Vårdö by.
I Strömsby finns kommunkansli, Vårdö skola, daghemmet "Solbacken", åldringsomsorgshemmet "Strömsgården", bibliotek, hälsovårdsmottagning, församlingskansli, Ålands skolmuseum, idrottsplan och tennisbana.